# Konrad Rudolf

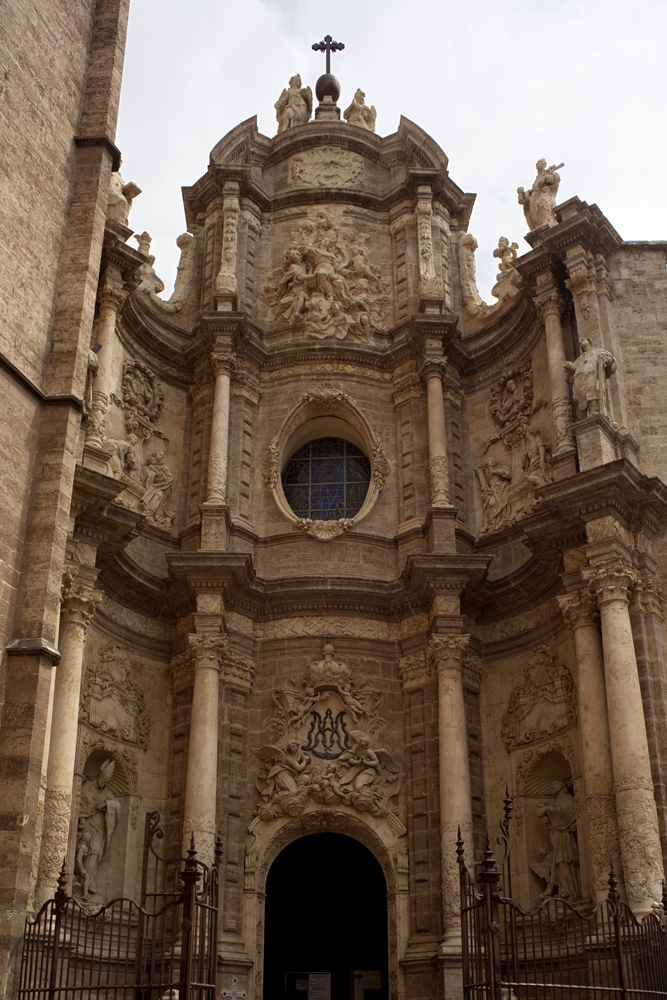
Puerta de los Hierros de la catedral de Valencia.

Konrad Rudolf (?- Viena, 1732) fue un escultor y arquitecto alemán. Trabajó en París y Roma, donde pudo estudiar el barroco tardío. 

## Biografía
Escultor del archiduque Carlos de Austria, en 1703 emprendió la construcción de la portada barroca de la catedral de Valencia, donde ensayó por primera vez en España la intersección de superficies cóncavas y convexas. Después de la ocupación borbónica de Valencia (1707) se trasladó a Barcelona, y después de la ocupación de esta (1714) marchó a Viena.

## Obras
Entre otras obras, es el autor de una estatua de la Virgen que sobrevivió hasta 1936 aunque se había hecho en el marco del conjunto del Obelisco de la Purísima Concepción erigido en 1706 en el Paseo del Borne por el archiduque Carlos de Austria en conmemoración de una victoria sobre el bando borbónico en la guerra de Sucesión, y que fue destruido en 1716 después del triunfo de Felipe V.